# Mauro Parmeggiani
Mauro Parmeggiani (Reggio nell'Emilia, 5 luglio 1961) è un vescovo cattolico italiano, dal 3 luglio 2008 vescovo di Tivoli e dal 19 febbraio 2019 vescovo di Palestrina.

## Biografia
Nato a Reggio nell'Emilia il 5 luglio 1961, ha conseguito gli studi ecclesiastici presso lo studio teologico interdiocesano di Reggio Emilia-Modena-Carpi-Guastalla.

### Ministero sacerdotale
Ha ricevuto l'ordinazione presbiterale per la diocesi di Reggio Emilia-Guastalla nella cattedrale di Reggio Emilia il 18 ottobre 1985 dal vescovo Gilberto Baroni.
Dopo l'ordinazione, oltre ad essere stato vice-assistente diocesano del settore giovani dell'Azione Cattolica, ha insegnato religione cattolica presso l'istituto tecnico industriale di Reggio Emilia. In seguito è stato segretario particolare del cardinale Camillo Ruini, prima presso la segreteria generale della Conferenza Episcopale Italiana e poi presso la diocesi di Roma. Nell'ambito della diocesi di Roma è stato direttore del servizio per la pastorale giovanile.
Il 25 novembre 1996, con il consenso del suo ordinario, si è incardinato nella diocesi di Roma. Nella capitale ha ricevuto i seguenti incarichi:
- membro del comitato romano per la preparazione del Giubileo del 2000;
- responsabile diocesano per la preparazione e celebrazione della Giornata mondiale della gioventù 2000;
- responsabile della pastorale giovanile nella commissione per la famiglia e la vita della Conferenza episcopale laziale;
- membro del consiglio di amministrazione della Pontificia opera per la preservazione della fede e la provvista di nuove chiese in Roma;
- presidente della Fondazione Mons. Placido Nicotra.

Il 17 ottobre 2003 è stato nominato prelato segretario del vicariato di Roma e il 1 novembre dello stesso anno viene nominato delegato della Consulta diocesana per le aggregazioni laicali dal cardinale Camillo Ruini.
Dopo la celebrazione del sinodo diocesano, il 1º giugno 1993, è stato nominato cappellano di Sua Santità.

### Ministero episcopale
Il 3 luglio 2008 è stato nominato vescovo di Tivoli da papa Benedetto XVI.
Ha ricevuto la consacrazione episcopale il 20 settembre 2008 in San Giovanni in Laterano dal cardinale Camillo Ruini, cardinale protettore dell'Almo collegio Capranica e già vicario generale per la diocesi di Roma, coconsacranti il cardinale Agostino Vallini, vicario generale per la diocesi di Roma, e l'arcivescovo Giovanni Paolo Benotto, arcivescovo metropolita di Pisa e suo predecessore a Tivoli. Il 5 ottobre successivo ha iniziato il proprio ministero nella diocesi di Tivoli.
Il 23 maggio 2012 il Consiglio Episcopale Permanente della Conferenza Episcopale Italiana lo ha nominato assistente ecclesiastico nazionale della Confederazione delle Confraternite delle Diocesi d'Italia. Il 31 luglio 2017 ha ricevuto la nomina ad amministratore apostolico di Palestrina; il 19 febbraio 2019 ne è diventato vescovo, avendo papa Francesco unito in persona episcopi la sede di Tivoli con quella di Palestrina. Il 17 aprile ha preso possesso della sede suburbicaria nella cattedrale di Sant'Agapito martire.
Nel febbraio 2020 ha istituito un osservatorio sul mondo giovanile in collaborazione con l'Università Cattolica del Sacro Cuore, i cui lavori sono stati inaugurati con un convegno di ascolto e riflessione.
Attualmente è membro del Consiglio per gli affari economici della Conferenza Episcopale Italiana. Dal giugno 2010 è delegato per la famiglia e la vita e per la pastorale giovanile della Conferenza episcopale laziale, mentre dal 2022 è segretario della Conferenza stessa.

## Genealogia episcopale
La genealogia episcopale è:
- Cardinale Scipione Rebiba
- Cardinale Giulio Antonio Santori
- Cardinale Girolamo Bernerio, O.P.
- Arcivescovo Galeazzo Sanvitale
- Cardinale Ludovico Ludovisi
- Cardinale Luigi Caetani
- Cardinale Ulderico Carpegna
- Cardinale Paluzzo Paluzzi Altieri degli Albertoni
- Papa Benedetto XIII
- Papa Benedetto XIV
- Papa Clemente XIII
- Cardinale Bernardino Giraud
- Cardinale Alessandro Mattei
- Cardinale Pietro Francesco Galleffi
- Cardinale Giacomo Filippo Fransoni
- Cardinale Carlo Sacconi
- Cardinale Edward Henry Howard
- Cardinale Mariano Rampolla del Tindaro
- Cardinale Gennaro Granito Pignatelli di Belmonte
- Cardinale Pietro Boetto, S.I.
- Cardinale Giuseppe Siri
- Cardinale Giacomo Lercaro
- Vescovo Gilberto Baroni
- Cardinale Camillo Ruini
- Vescovo Mauro Parmeggiani